# Viktor Leopoldovič Bonč-Brujevič
Viktor Leopoldovič Bonč-Brujevič (ruski: Виктор Леопольдович Бонч-Бруевич, 8. siječnja 1923., Moskva - 9. travnja 1987., Moskva) je bio sovjetski fizičar teoretičar, profesor, doktor znanosti.

## Biografija
Viktor Leopoldovič se rodio u porodici službenika. Otac mu je bio Leopold Leonidovič Averbah, istaknuti društveni i partijski radnik; majka mu je bila Jelena Vladimirovna Bonč-Brujevič, liječnica.
Srednju školu završio je 1941. u Moskvi.
Na Fakultet fizike Moskovskog državnog univerziteta (ruski: Московский государственный университет - МГУ) se upisao 1941., ali je 13. listopada kao dobrovoljac pristupio Crvenoj armiji. Sudjelovao je u brojnim akcijama kod Moskve u sastavu Komunističkog bataljona 3. puka moskovskih radnika Zapadne fronte. Nakon ranjavanja krajem siječnja 1942. bio je demobiliziran, pa je od veljače 1942. do lipnja 1943. studirao na MGU. Ponovno je pozvan u vojsku i tijekom 1944. je sudjelovao u borbama crvenoarmijskog 52. motociklističkog puka 4. Ukrajinske fronte, služeći u desantnim jedinicama. Nagrađen je Ordenom Velikog Domovinskog rata (ruski: Великая Отечественная война) I stupnja i s 4 medalje.
Studij na Fakultetu fizike MGU iz područja "teorijske fizike" je nastavio 1944. i završio 1947. Po završetku studija radio je kao asistent na katedri fizike Poljoprivredne akademije (ruski: Московская сельскохозяйственная академия им. К.А. Тимирязева). U travnju 1948. je upisao poslijediplomski studij na Institutu fizičke kemije AZ SSSR, koji je završio 1951. i obranio disertaciju na temu "Elektronska stanja atoma i molekula apsorbiranih na površini kristala". Od 1951. do 1955. je radio kao viši znanstveni suradnik, docent katedre fizike na Moskovskom elektrotehničkom institutu za komunikacije (ruski: Московский электротехнический институт связи).
U 1955. je prešao na Moskovski univerzitet na dužnost višeg znanstvenog suradnika, docenta i profesora katedre fizike poluvodiča na Fakultetu fizike. Doktorirao je 1959., a 1962. dobio akademsko zvanje profesora.

## Radovi
Viktor Leopoldovič je široko poznat po svojim radovima u području poluvodiča. Radio je na teoriji rekombinacije u poluvodičima, vršio je pionirska istraživanja u teoriji jako legiranih poluvodiča, koja je postavila temelj suvremenog poimanja svojstava elektronskog spektra, kao i optičkih svojstava jako legiranih poluvodiča.
Viktor je bio odličan predavač, mnogi njegovi učenici postali su poznati znanstvenici.
Za zasluge u oblasti međunarodne suradnje 1979. je dobio zvanje Počasnog doktora prirodnih znanosti Berlinskog univerziteta.
Bio je član uredništva niza sovjetskih i inozemnih časopisa, između ostalih "Vestnik Moskovskog univerziteta", "Vesti Univerziteta SSSR, Fizika", "Physica status solidi".
Pod njegovim rukovodstvom formirana je jedinstvena biblioteka prijevoda knjiga najboljih inozemnih znanstvenika iz fizike čvrstih tijela.
Viktor Leopoldovič je autor više od 150 objavljenih radova. Knjige i udžbenici:
- "Fizika poluvodiča" (ruski: Физика полупроводников), 1977.
- "Metoda funkcije Grina u statistici mehanike" (ruski: Метод функций Грина в статистической механике), 1961.
- "Zbirka zadataka iz fizike poluvodiča" (ruski: Сборник задач по физике полупроводников), 1968.
- "Električna nestabilnost u domeni poluvodiča" (ruski: Доменная электрическая неустойчивость в полупроводниках), 1972.
- "Teorija elektrona neuređenih poluvodiča" (ruski: Электронная теория неупорядоченных полупроводников), 1981.

## Nagrade
Za svoje radove dobio je Lomonosovu nagradu 1980. (zajedno s I. A. Kurovojem, ruski: И.А. Куровой).

## Porodica
Otac: Leopold Leonidovič Averbah, istaknuti društveni i partijski radnik, jedan od osnivača RAPP (ruski: Российская ассоциация пролетарских писателей - Ruska asocijacija proleterskih pisaca), strijeljan u Staljinovim čistkama, posmrtno rehabilitiran.
Majka: Jelena Vladimirovna Bonč-Brujevič, liječnica (kirurg traumatolog), kćer Vladimira Dmitrijeviča Bonč-Brujeviča.

## Vanjske poveznice
- Biografija na web strani Kabineta fizike SPbAPPO  Arhivirana inačica izvorne stranice od 23. siječnja 2007. (Wayback Machine)
- Biografija na web strani Katedre fizike poluvodiča Moskovskog univerziteta  Arhivirana inačica izvorne stranice od 25. siječnja 2004. (Wayback Machine)